# Lutherion I
Lutherion I — двойной студийный альбом немецкой готик-метал-группы Garden Of Delight, вышедший в 2005 году на лейбле Trisol, первая часть музыкальной трилогии Lutherion.
Артауд оказался практически единственным автором альбома, написав тексты, музыку, спродюсировав, смикшировав и записав диск собственноручно (лишь гитарные партии были записаны на другой студии Нильсом Хербигом).

## Об альбоме
Lutherion I стал первым в трилогии и обозначил окончательный переход Garden Of Delight к готик-металу с электронным уклоном. Вошедшие в альбом песни, вероятно, наиболее агрессивны и тяжелы по звучанию из всех работ группы.
Название альбома и всей трилогии образовано сложением слов «Martin Luther» и «Therion» (греч. «чудовище», «зверь», эвфемизм для обозначения Антихриста). Тексты насыщены оккультными мотивами, в частности, отсылками к сатанизму и дьяволопоклонничеству; в то же время присутствуют элементы философской лирики.
В песне Black Mass использован семпл, воспроизводящий речь главы дьяволопоклонников во время совершения «Чёрной мессы» из фильма Романа Полански «Девятые врата».
Альбом стал наиболее коммерчески успешным продуктом Garden Of Delight и получил множество хвалебных отзывов.

## Список композиций
Все тексты и вся музыка: Артауд Сет. В записи альбома не принимал участие один из участников Garden Of Delight — Майк Йорк.
CD 1
1. «Stigmata (Nailed)» — 4:26
2. «Bleak Horizon» — 4:27
3. «The Sinners» — 4:03
4. «Immortality» — 3:57
5. «Black Mass (Therion)» — 4:04
6. «First Confession» — 1:14
7. «Confession (Sanctified)» — 4:11
8. «Necronaut» — 6:32
9. «Redemptoris Mater» — 4:01
10. «23rd Revelation» — 5:13

CD 2
1. «Stigmata (Edit)» — 3:40
2. «Alice (Sisters of Mercy cover)» — 3:20
3. «Stigmata (Wounded)» — 3:53
4. «Bleak Horizon (Edit)» — 4:03
5. «Levitation 2005» — 3:39
6. «Bleak Horizon (Darker)» — 4:31
7. «Confession (Edit)» — 4:09
8. «Northern Skies 2005» — 5:58
9. «Confession (Exorcized)» — 8:05
10. «Black Mass (Edit)» — 3:59
11. «Black Mass (Luther Mix)» — 4:13
12. «The Mass» — 4:03

Треки со второго диска — в основном би-сайды.

## Участники записи
- Артауд Сет — вокал
- Нильс Хербиг — гитара
- Ява Сет — бас-гитара